# Тальвенден
Тальвенден (нем. Thalwenden) — община в Германии, в земле Тюрингия. 
Входит в состав района Айхсфельд. Подчиняется управлению Удер.  Население составляет 383 человека (на 31 декабря 2010 года). Занимает площадь 3,35 км².